# Raub (distrikt)

Raubs läge i delstaten Pahang.

Raub är ett distrikt i delstaten Pahang, Malaysia. Distriktet har 95 506 invånare (2010).